# Ancilla ovalis
Ancilla ovalis is een slakkensoort uit de familie van de Olividae. De wetenschappelijke naam van de soort werd in 1859 voor het eerst geldig gepubliceerd door George Brettingham Sowerby II.